# Arvor Hansen
Arvor Hansen, född 5 november 1886, död 19 juni 1962, var en dansk gymnast.
Hansen tävlade för Danmark vid olympiska sommarspelen 1908 i London, där han var en del av Danmarks lag som slutade på fjärde plats i lagmångkampen. Vid olympiska sommarspelen 1912 i Stockholm var Hansen med och tog brons i lagtävlingen i fritt system. Han tävlade även i den individuella mångkampen, där det blev en 26:e plats.